# Persefona
Persefona, též Persefoné nebo Persefoneia (latinsky Proserpina), je v řecké mytologii dcera nejvyššího boha
Dia a bohyně Démétry a manželka vládce podsvětí Háda.

## Persefona v řecké mytologii
Persefona je krásná dívka, snad právě proto ji Zeus slíbil za ženu svému bratru Hádovi, bohu podsvětí. Její matka Démétér o tomto slibu nic netušila. Těšilo ji sledovat svou krásnou dceru ve hrách s vílami, těšit se z krásných květů. Právě v takové chvíli se před ní jednou otevřela země, z propasti se vyřítil se svým černým vozem Hádés, dívku strhl na vůz a ujížděl pryč. Než se někdo stačil vzpamatovat, byla pryč.
Výkřiky zoufalé Persefony nic nepomáhaly. Vůz projížděl kolem jezera, kde žila vodní víla Kyané, ta pochopila, co se děje a zrazovala boha Háda, aby dívku neunášel a vyžádal si svolení její matky. Hádés se rozzlobil, uhodil královským žezlem tak, že se země rozestoupila a vůz zmizel v bezedné propasti. Víla Kyané lítostí nad Persefonou tak plakala, až se rozplynula v tenké praménky, které se spojily s ostatní vodou.

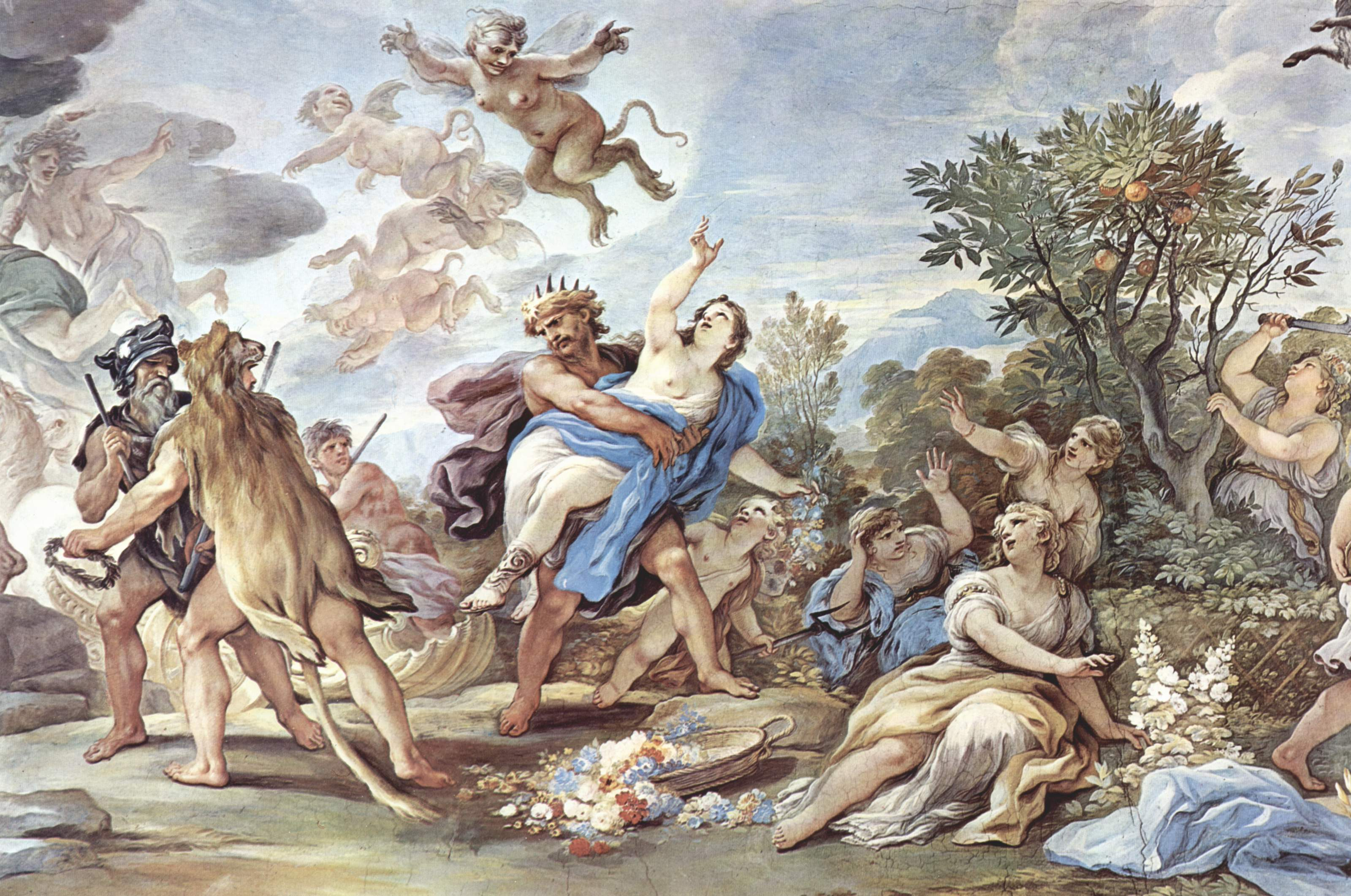
Luca Giordano – Únos Persefony

Zoufalá matka dlouhé dny čekala na návrat své dcery a hledala ji v širokém okolí. Hledala až v okolí Etny, celých devět dní prohledávala zemi i moře. Všude se vyptávala, jestli někdo dívku neviděl, až desátého dne zvěděla od bohyně kouzel Hekaté, že slyšela úzkostný křik, ale zloděje nepoznala. Démétér se vrátila na Sicílii a dostala se až k vodnímu prameni a proměněná Kyané vynesla na hladinu pás, který Persefoně během únosu sklouzl do vody. Démétér propadla zoufalství, ale také hněvu a hrozila, že zanevře na všechny lidi, ona jako bohyně plodné Země rozbije všechny pluhy, zničí pole i stáda a nechá lidem poznat, co je hlad.
Slyšela to víla Arethúsa a ta jí řekla, kde Persefona je, proti své vůli, smutná a plačící. Démétér se vyděsila, nemohla se z té hrozné zvěsti vzpamatovat. Postupně se ale rozhodla, že navštíví Dia a poprosí ho o navrácení dcery. Pokud Zeus neporučí svému bratru Hádovi, bude se dívat, jak svět hyne hladem. Zeus ji uklidňoval, že dceři bude manželství s bohem ke cti, ale nakonec slíbil, že Persefona se bude moci vrátit na svět pokud v podsvětí nepozřela žádný pokrm. Nato Zeus povolal boha Herma, aby ji doprovodil do podsvětí.
Hádés vyslechl příkaz Dia a dovolil Persefoně vrátit se na zem a zatímco se ona radovala, vtiskl jí do úst jadérko granátového jablka a tím si zajistil její věrnost provždy. Jako by se nic nestalo, připravil zlatý vůz, zapřáhl koně a Hermés s Persefonou nastoupili. Než se vůz rozjel, malý mužík z podsvětí řekl, že Persefona v podsvětí jedla a nesmí už vyjít ven. Dala se do pláče, nabrala vodu, mužíka jí pokropila a ten se změnil v sýčka, posla špatných zpráv.
Zarmoucená Démétér opět hrozila, zničila úrodu, všude byl hrozný hlad. Zeus k ní posílal posly, aby odložila svůj hněv, ale ona zůstala neoblomná. A tak Zeus musel sjednat dohodu mezi Hádem a Démétrou, že Persefona bude přebývat třetinu roku v Hádově říši a dvě třetiny roku bude na zemi se svou matkou.
A tak se stalo: každé jaro opouští Persefona podsvětí a shledá se se svou matkou. Celý svět se raduje, vyraší rostliny, rozkvetou květy, zraje úroda, stromy dávají ovoce a všude je plno radosti. Když se na podzim dcera vrací od své matky, Démétér pláče a s ní celá země, zvadnou květy, listí opadá, všude je pusto a nevlídno. Zbývá jenom naděje na příští jaro.

## Odraz v umění

### Výtvarné umění

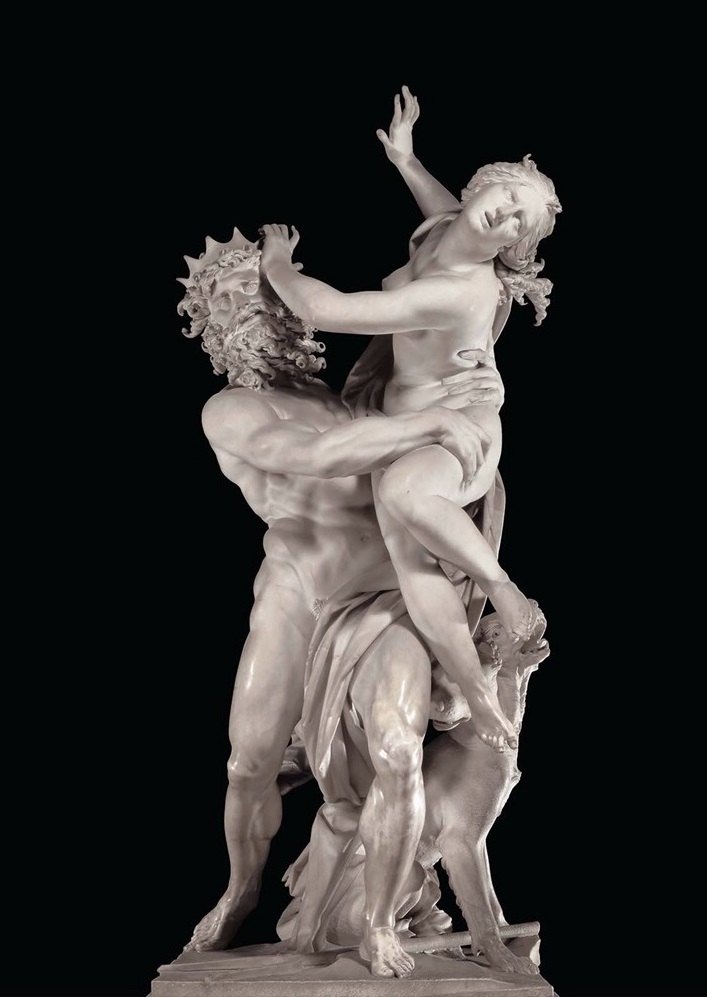
G.L.Bernini: Únos Persefoné

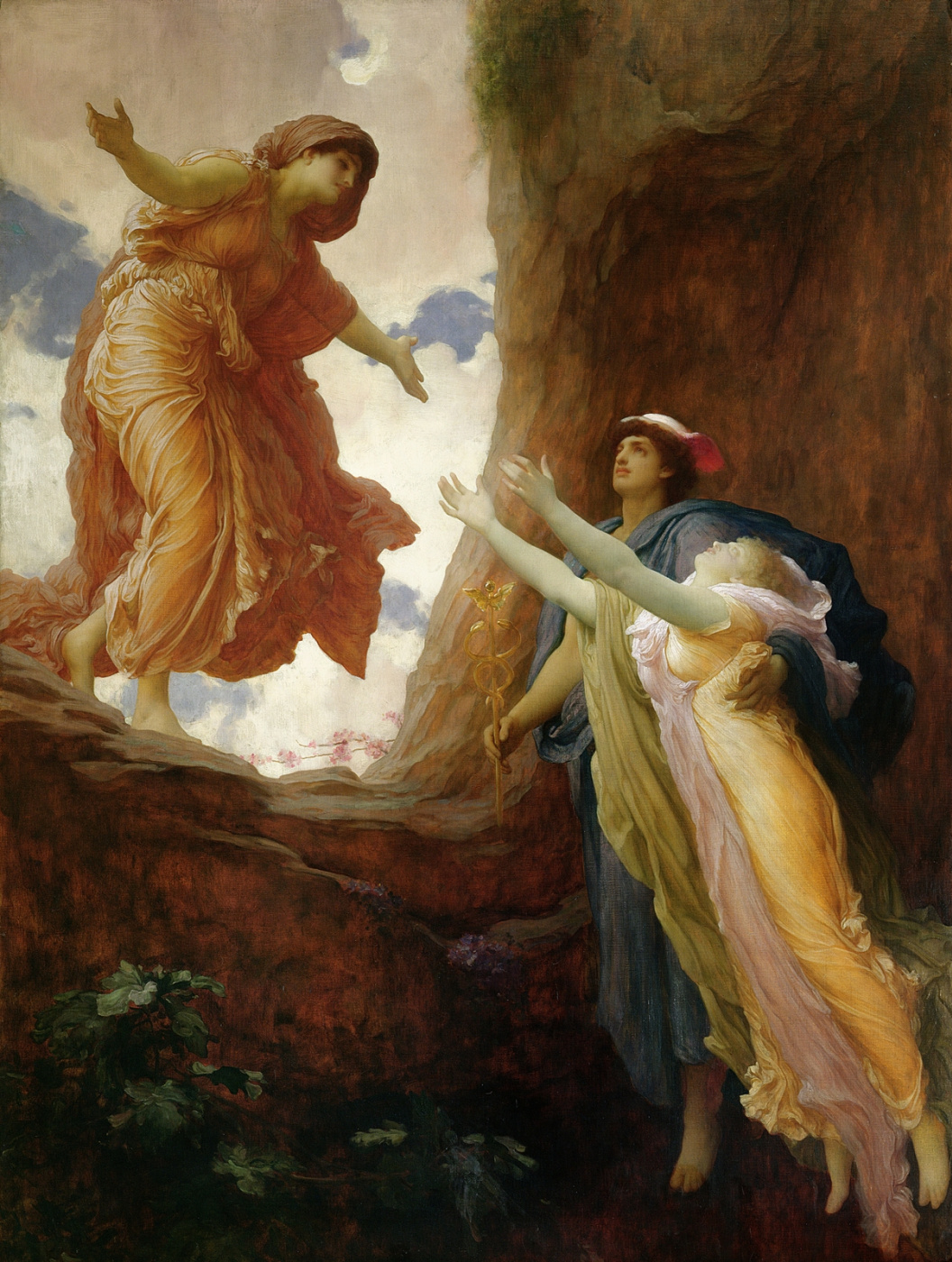
Návrat Persefony na obraze od Frederica Leightona

Antičtí umělci zobrazovali Persefonu buď jako trůnící bohyni a přísnou vládkyni podsvětí, nebo jako krásnou mladou dívku. Objevila se již na krétských gemách 1500 let před n. l., její únos v klasické řecké malbě se odehrával jako důstojná jízda ve voze s čtyřspřežím. Z raně novověkých zobrazení patří k nejznámějším:
- barokní sousoší Hádés unáší Persefonu od Gian Lorenza Berniniho (z let 1621–1622), dnes v římské Ville Borghese
- renesanční obrazy Únos Persefony:
  - od Niccola Dell´Abbate (kolem roku 1570), v pařížském Louvru)
  - dvě varianty namaloval Hans von Aachen (kolem roku 1600), na alabastru malovaná na zámku Ambras a šerosvitná verze v rumunském Brukenthalu, na níž únos probíhá v malé kolesce
  - od Josepha Heintze staršího, první verze (kolem roku 1595) se ze sbírek Pražského hradu dostala do Drážďanské galerie, mladší je v Galerii ve Washingtonu.
- Antoine Banier do ilustrací francouzské edice Ovidiových Metamorfóz zařadil výjev Adonisovy ženy, v němž Proserpina/Persefona vystupuje jako jeho vychovatelka (1717)

### Hudba
- barokní opera Proserpine od Jeana-Baptiste Lullyho
- moderní operu téhož námětu složil Igor Stravinskij, provozuje se také jako melodram
- píseň Persofana se nachází na albu Paramo Semtín Pervitín od pardubické skupiny Volant